# Овчинников, Иван Кириллович
Ива́н Кири́ллович Овчи́нников (15 июня (28 июня 1904, д. Овчинники, Орловский уезд, Вятская губерния, Российская империя — 18 ноября 1987, Свердловск, РСФСР, СССР) — профессор, доктор физико-математических наук, заведующий кафедрой физики Свердловского горного института имени Вахрушева.

## Биография
Родился в деревне Овчинники Орловского уезда Вятской губернии (ныне — Оричевский район Кировской области в крестьянской семье.
С 1912 по 1919 учился в школе, с 1923 по 1925 — в Вятском педагогическом институте на физико-математическом отделении. В 1925—1926 годах работал учителем физики и химии в средней школе города Верхошижемья. С 1926 по 1931 год учился в Ленинградском университете на физическом отделении физмата. В 1931 году получил специальность «научный работник по физике».
С 1929 года работал в геофизических партиях Геолкома.
В 1933—1938 годах работал ассистентом кафедры геофизики Свердловского горного института. Впервые в Советском Союзе в 1932 году начал читать студентам-геофизикам курс «Теория поля».
С 1938 по 1944 год работал в Уральском индустриальном институте, защитил диссертацию и получил степень кандидата физико-математических наук.
С 1944 по 1979 — заведующий кафедрой физики Свердловского горного института.
Разработанный И. К. Овчинниковым метод компенсаций позволил открыть в 1951 году медноколчеданное месторождение «Северное» в окрестностях города Красноуральска.
В 1957 защитил докторскую диссертацию «Экранирующее влияние поверхностного слоя земной коры при электроразведке рудных месторождений».
В 1958 году И. К. Овчинникову присвоена степень доктора физико-математических наук.
Скончался 18 ноября 1987 года, похоронен на Сибирском кладбище Екатеринбурга.

## Награды
- орден Трудового Красного Знамени (1953)
- медаль В ознаменование 100-летия со дня рождения Владимира Ильича Ленина (1970)
- почётный знак Министерства геологии СССР «Отличник разведки недр» (1969)
- почётный знак Министерства высших учебных заведений СССР «За отличные успехи в работе» (1977)
- почётный знак «Победитель соцсоревнования»
- медаль «Ветеран труда»

## Труды
- Овчинников И. К. Электроразведка рудных объектов под верхним слоем земной коры. — М.: Недра, 1975.
- Овчинников И. К. Теория поля. — М.: Недра, 1979.